# قرار مجلس الأمن التابع للأمم المتحدة رقم 1308
إن قرار مجلس الأمن التابع للأمم المتحدة رقم 1308 ، الذي اتخذ بالإجماع في 17 يوليو 2000 ، هو أول قرار لمعالجة أثر فيروس نقص المناعة البشرية / الإيدز في جميع أنحاء العالم. وطلب مجلس الأمن إلى البلدان أن تنظر في إجراء اختبارات طوعية لفيروس نقص المناعة البشرية / الإيدز وتقديم المشورة للقوات المنتشرة في عمليات حفظ السلام.
وبعد تبني القرار الذي ترعاه الولايات المتحدة بالإجماع، شكر السفير الأمريكي ريتشارد هولبروك أعضاء مجلس الأمن على «قرار غير مسبوق بشأن قضية صحية-هو الأول في تاريخ مجلس الأمن.»

## القرار

### الملاحظات
وأعرب مجلس الأمن عن قلقه إزاء وباء فيروس نقص المناعة البشرية / الإيدز في جميع أنحاء العالم، وبخاصة شدة الأزمة في أفريقيا. وأضاف أن الجمعية العامة للأمم المتحدة والمجلس الاقتصادي والاجتماعي التابع للأمم المتحدة لهما دور هام وأن هناك حاجة إلى بذل جهود منسقة لمعالجة هذه الأمراض. فانتشار فيروس نقص المناعة البشرية / الإيدز له تأثير كبير على المجتمع، ويتفاقم بسبب العنف، ويمكن أن يؤدي إلى حالة من عدم الاستقرار وحالات الطوارئ إذا لم يتم التصدي له. لذلك، كان من المهم وجود استجابة دولية منسقة.
وأقر المجلس أيضا بالحاجة إلى إدراج الوقاية من فيروس نقص المناعة البشرية / الإيدز وإسداء المشورة بشأنه في بعثات حفظ السلام التابعة للأمم المتحدة. ورحبت بالمؤتمر الدولي الثالث عشر المعني بالإيدز الذي عقد في جنوب أفريقيا، وهو الحدث الأول من نوعه الذي سيعقد في بلد نام. وعلاوة على ذلك، أحاطت علما أيضا بدعوة الأمين العام كوفي عنان إلى خفض معدلات الإصابة بفيروس نقص المناعة البشرية / الإيدز في الفئة العمرية من 15 إلى 24 سنة بنسبة 25 في المائة بحلول عام 2010.

### الأفعال
وأعرب القرار عن قلقه إزاء تأثير فيروس نقص المناعة البشرية / الإيدز على موظفي حفظ السلام الدوليين ودعمهم. أقرت بالجهود التي تبذلها بعض البلدان لمعالجة هذه المسألة من خلال البرامج الوطنية، وشجعت البلدان التي لم تتعاون بعد مع المجتمع الدولي وبرنامج الأمم المتحدة المشترك المعني بفيروس نقص المناعة البشرية / الإيدز على القيام بذلك لوضع استراتيجيات طويلة الأجل للتصدي لانتشار الأمراض. وطلب إلى الأمين العام أن يتخذ مزيدا من الخطوات في مجال تدريب حفظة السلام للوقاية من الأمراض.
وشجع البرنامج المشترك على تعزيز التعاون مع الدول الأعضاء. واختتم المجلس بالإعراب عن اهتمامه بإحراز تقدم بشأن مسألة الحصول على العلاج والرعاية والوقاية عن طريق إجراء مناقشات مع البلدان، وهيئات الأمم المتحدة، والمنظمات الدولية، والصناعة.

## الأفراد
رئيس أركان ريتشارد هولبروك، راندولف بوست إددي كان المحرر الرئيسي والمفاوض الأمريكي للقرار.

## وصلات خارجية
- Text of the Resolution at undocs.org